# آقساي
آقساي هي بلدة في مقاطعة قوم قورغان في ولاية صرخنداريا في أوزبكستان.